# Luigi Ivanovitj Ruska
Luigi Ivanovitj Ruska, (Aloisy Louis), född 1762 i Schweiz med italiensk bakgrund, död 1822 i Valence, Drôme.
1783 reste Ruska till Ryssland med sin far Geronimo Giovanni Rusca, som hade blivit inbjuden av I Betsky för att rita Sankt Isaaks-katedralen och monumentet över Peter den store. Ruska studerade under sin far. Luigi Ruska blev akademiker i arkitektur vid Sankt Petersburgs konstakademi. 1815 blev han hedersmedlem vid akademin för konst. 
År 1818 gick han i pension och reste till Italien där han dog.